# 궁근정천
궁근정천(弓根亭川)은 울산광역시 울주군 상북면의 골안골에서 발원하여 남류하다가 울산광역시 울주군 상북면의 남하강(본래의 태화강 본류)으로 흘러드는 강이다.